# Distrito Médico de Illinois (Metro de Chicago)
Distrito Médico de Illinois es una estación en la línea Azul del Metro de Chicago. La estación se encuentra localizada en 430 South Damen Avenue en Chicago, Illinois. La estación Distrito Médico de Illinois fue inaugurada el 22 de junio de 1958.  La Autoridad de Tránsito de Chicago es la encargada por el mantenimiento y administración de la estación. A como su nombre lo indica, la estación sirve al Distrito Médico de Illinois.

## Descripción
La estación Distrito Médico de Illinois cuenta con 1 plataforma central y 2 vías. 

## Conexiones
La estación es abastecida por las siguientes conexiones: 
- Rutas del CTA Buses:#7 Harrison #50 Damen #126 Jackson